# 로푸드섬

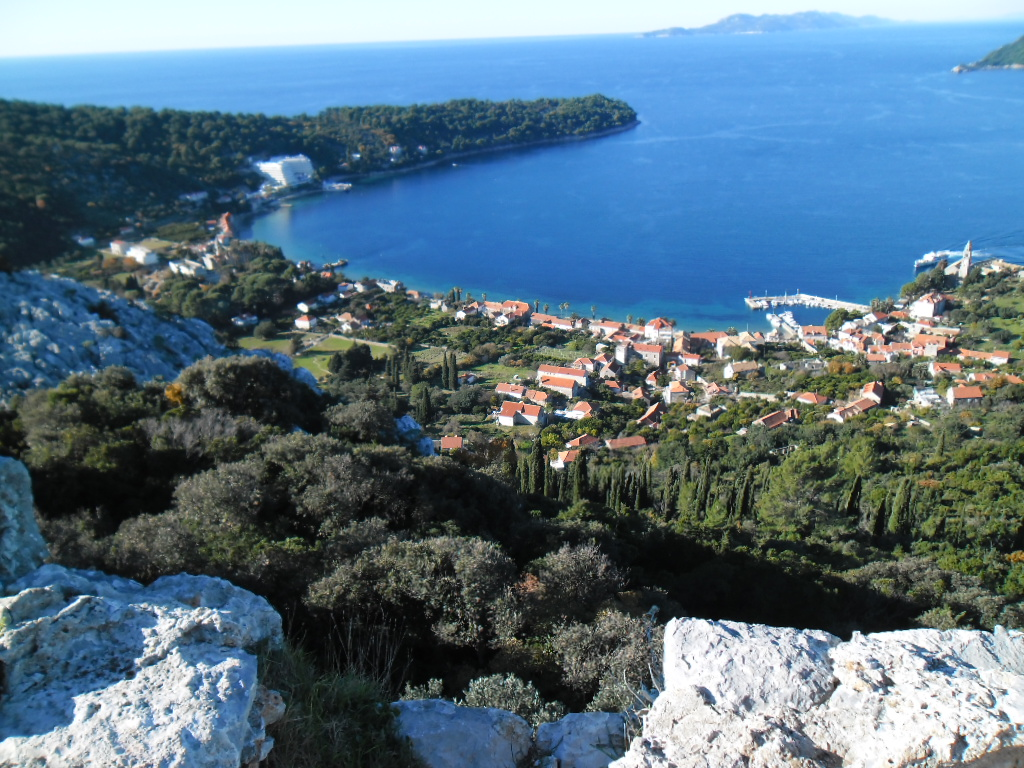
로푸드섬

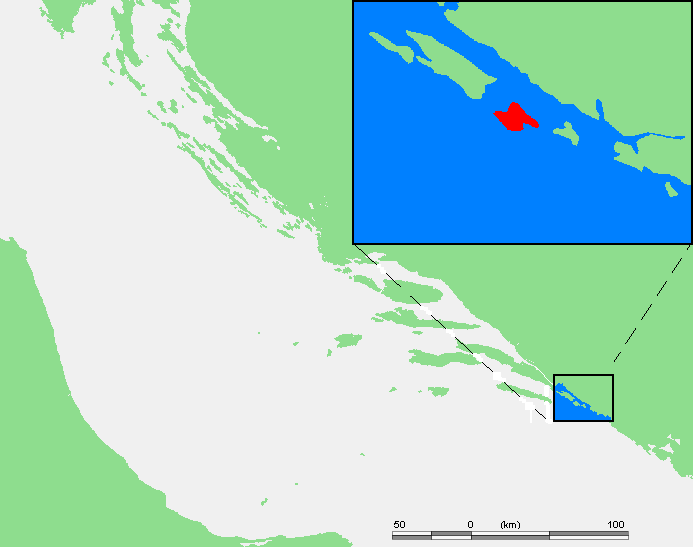
로푸드섬의 위치

로푸드섬(크로아티아어: Lopud, 이탈리아어: Mezzo)은 아드리아해에 위치한 크로아티아의 섬으로 면적은 4.5km2, 인구는 220명(2011년 기준)이다. 행정 구역상으로는 두브로브니크네레트바주에 속하며 시판섬과 콜로체프섬 사이에 위치한다. 해안선의 길이는 11.5km에 달하며 길이가 1.2km에 달하는 모래사장이 있다.